# ケヴィン・ニーロン
ケヴィン・ニーロン（Kevin Nealon, 1953年11月18日 - ）は、アメリカ合衆国ミズーリ州出身のコメディアン、俳優。

## 来歴

### 生い立ち
ミズーリ州セントルイス出身。父親のエメット・ニーロンは飛行機会社の重役。生後まもなくコネチカット州のブリッジポートに移り住む。高校を1971年に卒業したのち、Sacred Heart Universityにてマーケティングを専攻、学士号を取得する。

### キャリア
ニーロンのテレビデビューは1984年、当時ジョニー・カーソンが司会を務めていた『The Tonight Show』での漫談だった。1986年に、ニーロンの友達であるダナ・カーヴィの『サタデー・ナイト・ライブ』への出演が決まると、次に彼の推薦でニーロンも同番組への出演が決まる。同年に、二人はレギュラーキャストメンバーの仲間入りを果たす。1987年から1988年はフルタイムパフォーマーとして番組に出演し、以後9年間在籍した。『サタデー・ナイト・ライブ』でニーロンはミスター・サブリミナルマン、Mr. No Depth Perceptionなどのキャラクターを演じたり、ニュースの司会など務めた。
1991年には、アメリカのコメディ映画『クリスマスに万歳!』に出演。最近では、『プロゴルファー・ギル』（1996年）、『N.Y.式ハッピー・セラピー』（2003年）、『リトル★ニッキー』（2000年）、『チャーリーと14人のキッズ』（2003年）、『Grandma's Boy』（2006年）などに出演している。2005年の秋には、テレビシリーズ『ラリーのミッドライフ★クライシス』（第5シーズン第4話）にも出演している。

## 主な出演作品

### 映画
| 公開年 | 邦題 原題                                            | 役名                   | 備考                      |
| ------ | ---------------------------------------------------- | ---------------------- | ------------------------- |
| 1987   | 愛しのロクサーヌ Roxanne                             | 酔っ払い               |                           |
| 1993   | コーンヘッズ Coneheads                               | 上院議員               |                           |
| 1995   | ジェフリー! Jeffrey                                  | テレビレポーター       | クレジットなし            |
| 1996   | 俺は飛ばし屋/プロゴルファー・ギル Happy Gilmore      | ポッター               |                           |
| 1998   | ウェディング・シンガー The Wedding Singer            | シムズ                 |                           |
| 2000   | セシル・B/ザ・シネマ・ウォーズ Cecil B. Demented     | 本人                   |                           |
| 2000   | リトル★ニッキー Little Nicky                         | 門番                   |                           |
| 2001   | だって女優ですもの! These Old Broads                 | ロジャー               | テレビ映画 クレジットなし |
| 2001   | ハートブレイカー Heartbreakers                       | バーの男               |                           |
| 2003   | N.Y.式ハッピー・セラピー Anger Management            | サム                   |                           |
| 2003   | チャーリーと14人のキッズ Daddy Day Care              | ブルース               |                           |
| 2003   | 惑星「犬」。 Good Boy!                               | ベイカー               |                           |
| 2008   | エージェント・ゾーハン You Don't Mess with the Zohan | ケヴィン               |                           |
| 2008   | ゲット スマート Get Smart                            | CIAエージェント2       |                           |
| 2009   | 屋根裏のエイリアン Aliens in the Attic               | スチュアート・ピアソン |                           |
| 2011   | ウソツキは結婚のはじまり Just Go with It             | アドン                 |                           |
| 2011   | ポルノ☆スターへの道 Bucky Larson: Born to Be a Star  | ゲイリー               |                           |
| 2018   | ファーザー・オブ・ザ・イヤー Father of the Year      | ピーター・フランシス   |                           |

### テレビシリーズ
| 放映年    | 邦題 原題                                            | 役名               | 備考          |
| --------- | ---------------------------------------------------- | ------------------ | ------------- |
| 1986-1995 | サタデー・ナイト・ライブ Saturday Night Live         |                    | 174回出演     |
| 1990      | モンスターズ Monsters                                | ルイス             | 1エピソード   |
| 1996      | Champs                                               | マーティ           | 12エピソード  |
| 1997-1998 | Hiller and Diller                                    | テッド・ヒラー     | 13エピソード  |
| 1998-1999 | ふたりは最高! ダーマ&グレッグ Dharma & Greg          | クレイボーン       | 2エピソード   |
| 2005      | ラリーのミッドライフ★クライシス Curb Your Enthusiasm | ケヴィン・ニーロン | 1エピソード   |
| 2005      | Fat Actress ファット・アクトレス Fat Actress         | ジョニー           | 1エピソード   |
| 2005-2012 | Weeds 〜ママの秘密 Weeds                             | ダグ・ウィルソン   | 102エピソード |
| 2009-2011 | Glenn Martin DDS                                     | グレン・マーティン | 39エピソード  |